# Гимназия Императорского человеколюбивого общества
Санкт-Петербургская гимназия Императорского человеколюбивого общества (Дом воспитания бедных детей) — среднее учебное заведение Российской империи, располагавшееся в Санкт-Петербурге.

## История
В 1817 году совет Императорского человеколюбивого общества решил открыть «Дом воспитания и призрения бедных» для бедных мальчиков, в особенности круглых сирот, и для мужчин-инвалидов и стариков без различия званий и исповеданий.
Через два года такое совмещение было найдено найдено неудобным, и это благотворительное учреждение было преобразовано в учебное начальное заведение под названием «Дом воспитания бедных детей» с «целью дать призрение и образование для поступления в гражданскую службу, к канцелярским и счётным должностям и конторским занятиям: счетоводству на заводах, фабриках и в домах русского купечества», следовательно, предполагалось готовить мелких клерков, или — как их тогда называли — «стрекулистов». В высочайше утверждённом 19 ноября того же года Положении была указано благая цель учреждаемого училища: «Спасать беспомощных детей от угрожающей им праздной жизни и развращения нравов, образуя из них христиан, угодных Богу и граждан, полезных Отечеству».
Для Дома воспитания в 1817 году у действительного статского советника Даниила Масальского, директора Училища корабельной архитектуры, за 100 тысяч рублей ассигнациями купили каменное трёхэтажное здание на Крюковом канале близ Кашиного моста. Его перестройкой и приспособлением занимался известный петербургский архитектор В. П. Стасов. Он украсил главный фасад пилястрами, во дворе выстроил жилой флигель. Постройка флигеля, служб и первоначальное Дома воспитания обошлось в сумму около 100 500 рублей ассигнациями.
Первоначальный штат должностных лиц «Дома воспитания» состоял из директора, двух его помощников и эконома. Эти лица составляли Правление. 10 апреля 1819 года первым директором «Дома воспитания» был назначен статский советник Иван Андреевич Петров, председатель Попечительского комитета о бедных Императорского человеколюбивого общества.
В феврале 1820 года были приняты на полное содержание 100 мальчиков от 6 до 10 лет разных национальностей, сословий и вероисповеданий. Это были малоимущие дети, сироты и полусироты. Они были распределены по возрастам в 2 класса. Учебная программа была рассчитана на четыре года — по два года в каждом классе.
10 (23) марта 1820 года в час пополудни состоялось торжественное открытие Дома воспитания. С 20 марта того же года учебная часть была возложена на трёх приходящих учителей (по найму). Нравственное воспитание и домашний надзор за воспитанниками был поручен помощнику директора Мартыну Пилецкому-Урбановичу, бывшему гувернёру Царскосельского лицея.
В низшем классе положено было обучать русской грамматике, первым четырём правилам арифметики и чистописанию; в высшем же классе продолжать курс грамматики, совершенствуя учащихся в познании по арифметике и наиболее стараясь достигнуть чистого и красивого почерка. Становление программы по Закону Божию и Священной истории в обоих классах было предоставлено законоучителю. Воспитанники учились по 8 часов в день, по 4 двухчасовых урока. Ежемесячно, в присутствии директора, помощником его и учредителями производились испытания воспитанников, а по окончании учебного года — годичный экзамен.
В 1822 году первоначальный план образования пересмотрели — добавили ещё один класс (данный проект был высочайше утверждён 26 марта 1822 года), в результате чего курс обучения, основанный на программе уездных училищ, стал шестилетним. 30 лучших выпускников могли на казённый счёт продолжить образование в Губернской гимназии (впоследствии Третья гимназия). Остальных, после годовых экзаменов, определяли на госслужбу или отдавали обучаться разным ремёслам.
11 декабря 1824 года скончался директор И. А. Петров, а в конце того же месяца состоялся первый выпуск школы.
В 1838 году заведение получило новый устав, согласно которому усиливалось изучение математики и законоведения, то есть юриспруденции, необходимой для канцеляристов. Одновременно школе даровались «права и преимущества учебных заведений Министерства народного просвещения». Через три года открылся подготовительный двухгодичный класс — в него принимали с восьми лет. Фактически был введен гимназический курс.
В 1847 году Дом воспитания официально приравняли к низшим учебным заведениям, отчего способные выпускники утратили возможность учиться дальше. Тогда же стали всё больше принимать платных пансионеров, их число через некоторое время достигло 200 человек, из-за чего пришлось выстроить два новых флигеля.
За дисциплиной строго следили комнатные надзиратели — «дядьки», согласно официальному документу, «люди кроткие, благонравные и основательные». Это были главным образом отставные унтер-офицеры. В середине XIX века их сменили воспитатели с педагогической подготовкой, окончившие университет. Число оных колебалось от четырёх до десяти человек.
Ученики делились на штатных, содержавшихся на деньги Императорского человеколюбивого общества (300 рублей в год на ученика), пансионеров, за которых платили разные ведомства и благотворители и приходящих, обучение которых оплачивали родители. Если приходящий ученик был беден, то ИЧО ежегодно выделяло ему 50-55 рублей, выдавало бесплатные учебники, одежду и обувь, а на пропитание выплачивало 3-5 рублей в месяц. В день же на еду уходило сперва — 7, позднее — 10 копеек.
В 1858 году митрополитом Санкт-Петербургским Григорием (Постниковым), главным попечителем ИЧО, была освящена домовая церковь во имя равноапостольных Константина и Елены на верхнем этаже правого флигеля, специально для неё выстроенного по проекту Н. В. Трусова на деньги столичного купца Ивана Артемьевича Ефимова. Она вмещала до тысячи человек и арочным проемом соединялась с основным зданием. До этого ученики молились в Никольском соборе. Настоятелем церкви и одновременно законоучителем стал Иоанн Полисадов. Вскоре храм получил большую известность благодаря его проповедям. В бедную до этого церковь начали поступать щедрые пожертвования, а на знаменитые проповеди отца Полисадова, отличавшиеся чрезвычайной простой и ясностью мысли, а вместе с тем сердечностью и жизненностью, собирались тысячные толпы.
1 августа 1864 года директором был назначен Петр Михайлович Цейдлер. К тому времени количество штатных учеников постепенно сократилось до 40 человек и до такой же цифры упало число пансионеров. Своекоштных, то есть приходящих, насчитывалось 20 человек. Новый директор энергично берётся за преобразование «Дома воспитание». В том же году он подал соответствующий проект, согласно которому из курса были изъяты юридически-канцелярские предметы, расширены общеобразовательные, введены физика, педагогика, пение и гимнастика. Целью этих преобразований являлось приготовление учеников к поступлению в вузы.
В 1868 году школу преобразовали в среднее учебное заведение, а четыре года спустя оно обрело статус гимназии со всеми её особенностями, в том числе с преподаванием классических языков и восьмилетним курсом обучения. По уставу от 31 августа 1873 года, в штатные воспитанники «принимаются сироты и полусироты беднейших дворян, гражданских и военных чиновников, и духовенства и вообще привилегированные сословия, преимущественно из жителей Санкт-Петербурга». На своекоштных учеников сословные ограничения не распространялись, но при поступлении они сдавали устный и письменный экзамены.
Цейдлер привлёк к работе молодых учителей с высшим образованием и завёл «читальные беседы», где директор, учителя и воспитатели читали, а затем обсуждали с учениками произведения русской литературы. Учебную программу дополнили светским пением и музыкой. Медосмотры стали ежемесячными, была заведена регулярная чистка зубов. Директор ввёл для учащихся новую форму: парадные синие куртки с серебряными пуговицами, в классах — чёрные блузы с кушаком.
Художественному воспитанию уделялось большое внимание. Педагог из Санкт-Петербургской консерватории учил желающих игре на рояле. В 1897—1904 годы бесплатные уроки танцев давал танцор Императорских театров Иосиф Феликсович Кшесинский, брат знаменитой балерины. Пение в 1867—1895 годах преподавал другой артист этих театров Ф .П. Иванов. Дело было поставлено так хорошо, что некоторые учащиеся могли исполнять оперные арии. Существовал и церковный хор, который пел во время служб в домовой церкви гимназии.
С 1909 года в гимназии проходила ежегодная выставка «Досуги учеников», где показывались рисунки, лепка, резьба и другие поделки, а также детские коллекции марок, бабочек и т. п. Например, в выставке 1914 года участвовали 50 учащихся, экспонировалось 250 предметов. В школе действовали: небольшой духовой и струнный оркестры, ансамбль балалаечников под управлением Аполинского. Они играли на музыкальных вечерах. В 1915 году на одном вечере выступал сказитель былин Виноградов, на другом — кобзарь.
В 1914 году сословный состав 344 гимназистов был следующим: дети дворян — 152, духовенства — 17, купцов — 43, мещан — 49, крестьян — 70, таким образом гимназия оставалась всесословной. При этом только 5 % воспитанников являлись неправославными, это — 8 католиков, 6 лютеран, 3 иудея. Закон Божий им преподавали приглашенные ксёндз, пастор и раввин.
После начала Первой мировой войны для старшеклассников стали читать лекции о перевязке и транспортировке раненых, ввели обучение стрельбе. Матери учеников шили белье для солдат; к Рождеству и Пасхе в гимназии собирали подарки для фронтовиков 2-го отдельного батальона Гвардейского экипажа, расположенного по соседству. В сентябре 1914 года в одном из помещений открыли лазарет на 18 раненых, который финансировался ИЧО и Красным Крестом.
В 1917 году пансион при гимназии закрыли, а пансионеров — «за счёт пансионных стипендий» — раскассировали по другим гимназиям, в том числе в провинции. 15 (28) сентября 1917 года состоялся последний годичный акт с раздачей медалей и наград.
1 сентября 1918 года гимназию назвали 33-й Трудовой советской школой, а два года спустя её объединили с двумя другими петроградскими школами. С 2003 года в здании располагается школа № 232 Адмиралтейского района.

## Известные ученики
- Александр Николаевич Бенуа (не окончил)
- Варсонофий (Вихвелин)
- Васенко, Платон Григорьевич
- Константинов, Василий Константинович
- Лихачёв, Дмитрий Сергеевич (не окончил)